# Lista odcinków serialu Fortitude
Poniżej znajduje się lista odcinków serialu telewizyjnego Fortitude – emitowanego przez brytyjską stację telewizyjną Sky Atlantic od 29 stycznia 2015 roku. W Polsce serial jest emitowany od 8 marca 2015 roku przez Ale Kino+.
| Sezon | Sezon | Odcinki | Oryginalna emisja Sky Atlantic | Oryginalna emisja Sky Atlantic | Oryginalna emisja Ale Kino+ | Oryginalna emisja Ale Kino+ | Oryginalna emisja Ale Kino+ |
| Sezon | Sezon | Odcinki | Premiera sezonu                | Finał sezonu                   | Premiera sezonu             | Finał sezonu                |                             |
| ----- | ----- | ------- | ------------------------------ | ------------------------------ | --------------------------- | --------------------------- | --------------------------- |
|       | 1     | 12      | 29 stycznia 2015               | 9 kwietnia 2015                | 8 marca 2015                | 13 kwietnia 2015            |                             |
|       | 2     | 12      | 26 stycznia 2017               | 30 marca 2017                  | 5 marca 2017                | 2 kwietnia 2017             |                             |

## Sezon (2015)
| Nr | #  | Tytuł      | Reżyseria        | Scenariusz                     | Premiera Sky Atlantic | Premiera Ale Kino+ |
| -- | -- | ---------- | ---------------- | ------------------------------ | --------------------- | ------------------ |
| 1  | 1  | Episode 1  | Sam Miller       | Simon Donald                   | 29 stycznia 2015      | 8 marca 2015       |
| 2  | 2  | Episode 2  | Sam Miller       | Simon Donald                   | 29 stycznia 2015      | 8 marca 2015       |
| 3  | 3  | Episode 3  | Sam Miller       | Simon Donald                   | 5 lutego 2015         | 15 marca 2015      |
| 4  | 4  | Episode 4  | Richard Laxton   | Stephen Brady                  | 12 lutego 2015        | 15 marca 2015      |
| 5  | 5  | Episode 5  | Richard Laxton   | Simon Donald                   | 19 lutego 2015        | 22 marca 2015      |
| 6  | 6  | Episode 6  | Hettie Macdonald | Simon Donald                   | 26 lutego 2015        | 22 marca 2015      |
| 7  | 7  | Episode 7  | Hettie Macdonald | Tom Butterworth, Chris Hurford | 5 marca 2015          | 29 marca 2015      |
| 8  | 8  | Episode 8  | Hettie Macdonald | Ben Richards                   | 12 marca 2015         | 29 marca 2015      |
| 9  | 9  | Episode 9  | Nick Hurran      | Stephen Brady                  | 19 marca 2015         | 6 kwietnia 2015    |
| 10 | 10 | Episode 10 | Nick Hurran      | Tom Butterworth, Chris Hurford | 26 marca 2015         | 6 kwietnia 2015    |
| 11 | 11 | Episode 11 | Sam Miller       | Simon Donald                   | 2 kwietnia 2015       | 13 kwietnia 2015   |
| 12 | 12 | Episode 12 | Sam Miller       | Simon Donald                   | 9 kwietnia 2015       | 13 kwietnia 2015   |

## Sezon (2017)
| Nr | #  | Tytuł      | Reżyseria        | Scenariusz                     | Premiera Sky Atlantic | Premiera Ale Kino+ |
| -- | -- | ---------- | ---------------- | ------------------------------ | --------------------- | ------------------ |
| 13 | 1  | Episode 1  | Hettie MacDonald | Simon Donald                   | 26 stycznia 2017      | 5 marca 2017       |
| 14 | 2  | Episode 2  | Hettie MacDonald | Tom Butterworth, Chris Hurford | 2 lutego 2017         | 5 marca 2017       |
| 15 | 3  | Episode 3  | Hettie MacDonald | Simon Burke                    | 9 lutego 2017         | 12 marca 2017      |
| 16 | 4  | Episode 4  | Kieron Hawkes    | Simon Burke                    | 16 lutego 2017        | 12 marca 2017      |
| 17 | 5  | Episode 5  | Kieron Hawkes    | Simon Donald                   | 23 lutego 2017        | 19 marca 2017      |
| 18 | 6  | Episode 6  | Metin Hüseyin    | Simon Burke                    | 2 marca 2017          | 19 marca 2017      |
| 19 | 7  | Episode 7  | Metin Hüseyin    | Simon Donald                   | 9 marca 2017          | 26 marca 2017      |
| 20 | 8  | Episode 8  | Kieron Hawkes    | Simon Burke                    | 16 marca 2017         | 26 marca 2017      |
| 21 | 9  | Episode 9  | Kieron Hawkes    | Simon Donald                   | 23 marca 2017         | 2 kwietnia 2017    |
| 22 | 10 | Episode 10 | Kieron Hawkes    | Simon Donald                   | 30 marca 2017         | 2 kwietnia 2017    |